# Monika Puzianowska-Kuźnicka
Monika Zofia Puzianowska-Kuźnicka (ur. 26 sierpnia 1965 w Radomiu) – polska lekarka, naukowiec (genetyka, biologia molekularna, gerontologia, endokrynologia), nauczyciel akademicki, profesor nauk medycznych.

## Życiorys
W 1989 ukończyła z wyróżnieniem studia w II Wydziale Lekarskim Akademii Medycznej w Warszawie. Specjalista w zakresie chorób wewnętrznych. W latach 1993–1996 w ramach stypendium John E. Fogarty International Center, pracowała w Narodowych Instytutach Zdrowia w Bethesda w Stanach Zjednoczonych. W 2012 ukończyła studia podyplomowe z medycyny estetycznej w Warszawskim Uniwersytecie Medycznym.
Stopień doktora nauk medycznych uzyskała w 1997 w Akademii Medycznej w Warszawie na podstawie rozprawy pt. Wpływ hormonów tarczycy na aktywację czynników transkrypcyjnych rodziny NF1. W 2003 w Instytucie Medycyny Doświadczalnej i Klinicznej im. Mirosława Mossakowskiego Polskiej Akademii Nauk uzyskała stopień naukowy doktora habilitowanego na podstawie pracy pt. Molekularny mechanizm działania receptorów trijodotyroniny in vivo oraz ich udział w rozwoju embrionalnym kręgowców i w procesie neogenezy tkanek ludzkich. Za tę pracę w 2004 uzyskała Nagrodę Prezesa Rady Ministrów. W 2011 postanowieniem Prezydenta RP uzyskała tytuł profesora nauk medycznych.
Zawodowo związana z Instytutem Medycyny Doświadczalnej i Klinicznej im. Mirosława Mossakowskiego PAN, w którym jest kierownikiem Zespołu Kliniczno-Badawczego Epigenetyki Człowieka, a także Szkołą Zdrowia Publicznego Centrum Medycznego Kształcenia Podyplomowego w Warszawie. 
Autorka lub współautorka ponad 100 publikacji oraz kilkunastu monografii i podręczników z zakresu endokrynologii, biologii molekularnej, gerontologii, geriatrii i innych dziedzin medycyny. Promotorka 8 prac doktorskich.

## Odznaczenia
- Złoty Krzyż Zasługi (2001)[7].